# Koordinierung der Systeme der sozialen Sicherheit
Die Koordinierung der Systeme der sozialen Sicherheit ist ein Politikbereich der Europäischen Union, mit dem Regelungen zu Ansprüchen von EU-Bürgern in Bezug auf die soziale Sicherheit zwischen den Mitgliedstaaten der Europäischen Union koordiniert werden sollen.
Ansprüche der sozialen Sicherheit unter den Mitgliedstaaten der Europäischen Union werden mittels europarechtlicher Vorschriften koordiniert. Die nationalen Sozialsysteme werden dadurch nicht vereinheitlicht, sondern lediglich miteinander koordiniert. So werden Leistungen der sozialen Sicherheit teilweise auch dann vom Herkunftsstaat geleistet, wenn die betreffende Person in einem anderen Staat wohnt. Im Gegensatz hierzu werden besondere beitragsunabhängige Geldleistungen ausschließlich vom Wohnortstaat an anspruchsberechtigte Einwohner erbracht.

## Vier Grundprinzipien
Die EU-Vorschriften zur Koordinierung der Systeme der sozialen Sicherheit basieren auf folgenden vier Grundsätzen, die auf Artikel der Verordnung (EG) Nr. 883/2004 zurückzuführen sind:
1. Grundsatz der Einheitlichkeit der anwendbaren Rechtsvorschriften – Es gelten zu jedem Zeitpunkt jeweils nur die Rechtsvorschriften eines einzigen Mitgliedstaates, sowohl für Beitragszahlungen als auch für Leistungsansprüche (Artikel 10 und 11 Abs. 1)
2. Grundsatz der Gleichbehandlung bzw. der Nichtdiskriminierung (Artikel 4 und 5)
3. Grundsatz der Zusammenrechnung – Frühere Versicherungs‑, Beschäftigungs- oder Aufenthaltszeiten in anderen Mitgliedstaaten werden ggf. angerechnet (Artikel 6)
4. Grundsatz der Exportierbarkeit – ein bestehender Anspruch an einen Mitgliedstaat besteht im Allgemeinen auch nach Wohnsitzverlegung in einem anderen Mitgliedstaat

Die Vorschriften der Koordinierung der Sozialsysteme beziehen sich auf EU-Bürger, die sich in einem anderen Staat der EU aufhalten. Insbesondere erstrecken sie sich u. a. auf Urlauber, Grenzgänger, Ruheständler und Arbeitssuchende. (Sie alle werden in diesen Vorschriften als „mobile Personen“ bezeichnet.)

## Vorschriften
Seit dem 1. Mai 2010 regeln die Verordnung (EG) Nr. 883/2004 in Verbindung mit ihrer Durchführungsverordnung (Verordnung (EG) Nr. 987/2009) die Koordinierung der Systeme der sozialen Sicherheit in Europa. Die Verordnung (EG) Nr. 883/2004 bezieht insbesondere auch alle wirtschaftlich nichtaktiven Personen mit ein. Die Regelungen betreffen besonders Personen, die in mehreren Mitgliedstaaten beschäftigt sind bzw. beschäftigt gewesen sind oder die in einem anderen als dem für sie zuständigen Mitgliedstaat wohnen oder sich dort zeitweise aufhalten.
Zugleich mit der Verordnung (EG) Nr. 883/2004 gilt auch die Verordnung (EWG) Nr. 1408/71, und welche Verordnung im anzuwenden ist, hängt von den Berührungspunkten mit den betreffenden Staaten ab.
Auf europäischer Ebene regeln zudem die Verordnung (EWG) Nr. 1408/71 und ihre Durchführungsverordnung (Verordnung (EWG) Nr. 574/72) die soziale Sicherheit von Arbeitnehmern, Selbständigen und deren Familienangehörigen, die innerhalb der Gemeinschaft zu- und abwandern. Sie gelten seit Inkrafttreten des Abkommens zwischen der Schweiz und der EU über die Personenfreizügigkeit am 1. Juni 2002 auch für die Schweiz. Die Bestimmungen dieser Verordnungen wurden durch die Verordnung (EG) Nr. 859/2003 ausgedehnt auf Drittstaatsangehörige, deren Situation über die Grenze eines einzigen Mitgliedstaats hinausweist.
Seit 2006 können EU-Bürger bei Reisen innerhalb des EWR die Europäische Krankenversicherungskarte nutzen. Die Richtlinie 2014/50/EU betrifft die Rechte in Bezug auf Zusatzrenten. Im Juli 2017 stellte die europäische Kommission das System „Elektronischer Austausch von Information der sozialen Sicherheit“ (EESSI) für den elektronischen Datenaustausch zwischen den nationalen Trägern bereit.

## Reformvorschläge 2016
Im Dezember 2016 legte die Europäische Kommission Reformvorschläge vor, mit dem Ziel, „Arbeitskräften die Mobilität zu erleichtern, einen Ansatz zu finden, bei dem sowohl die mobilen Personen als auch die Steuerzahler/innen fair behandelt werden, und bessere Instrumente für die Zusammenarbeit zwischen den mitgliedstaatlichen Behörden zur Verfügung zu stellen“.
Die vorgeschlagenen Koordinierungsregeln sollen festlegen, welches nationale Sozialrecht im Einzelfall zur Anwendung kommt. Sie sollen insbesondere verhindern, dass jemand nicht abgesichert oder mehrmals abgesichert wäre.
Im Einzelnen beinhalten die Reformvorschläge folgende Änderungen:
- der Zeitraum für den „Export“ von Arbeitslosenleistungen soll von mindestens drei auf mindestens sechs Monate verlängert werden, mit der Möglichkeit der Verlängerung bis zum Ablauf der Leistung;
- Grenzgänger sollen wählen können, ob sie die Arbeitslosenleistungen vom Mitgliedstaat der letzten Erwerbstätigkeit oder vom Wohnmitgliedstaat beziehen;
- Einkommensersetzende Familienleistungen für die Kindererziehung sollen als individuelle Leistungen gelten und unabhängig von anderen Familienleistungen gewährt werden;
- es sind Vorschriften zur Rechtsklarheit und Transparenz von Pflegeleistungen vorgesehen.

Gemeinsam mit der Entsenderichtlinie (Richtlinie 96/71/EG) sollen die geplanten EU-Vorschriften einen Rahmen bilden, der fairen Wettbewerb und die Wahrung der Rechte entsandter Arbeitnehmer garantiert.
Am 12. November 2018 beschloss das Parlament in einer Vollversammlung, die Verhandlung des Vorschlags durch Parlament, Rat und Kommission einzuleiten. Eine Plenumssitzung hierzu ist für den 16. April 2019 vorgesehen.

## Kontext
Zwischenstaatliche Abkommen über soziale Sicherheit sollen insbesondere Personen mit grenzüberschreitender Erwerbstätigkeit in zwei Staaten bei der Wahrung ihrer sozialen Rechte unterstützen. Außerdem sollen sie verhindern, dass eine Person in einer grenzüberschreitenden Situation doppelt abgesichert wäre.
Im Zuge der Brexit-Verhandlungen wurde deutlich, dass es zunächst noch offen war, ob nach einem Austritt des Vereinigten Königreichs die im Königreich vor dem Austritt aufgelaufenen Versicherungs-, Erwerbstätigkeits- oder Aufenthaltszeiten von den Behörden der EU-Länder berücksichtigt werden, und umgekehrt. Im Brexit-Abkommen wurde festgelegt, dass Versicherungszeiten aus EU-Mitgliedsstaaten und aus dem Vereinigten Königreich weiterhin zusammenzurechnen sind.
Im Jahr 2022 ging es bei Verhandlungen zur Koordinierung der Systeme der sozialen Sicherheit unterer anderem um eine klare Unterscheidung zwischen Pflegesach- und Pflegegeldleistungen sowie um die Zuständigkeit im Rahmen der Familienmitversicherung – etwa bei der Frage, welcher Träger für die Behandlungskosten für ein Kind aufkommt, dessen Eltern in verschiedenen Mitgliedstaaten leben.